# エア・メダル

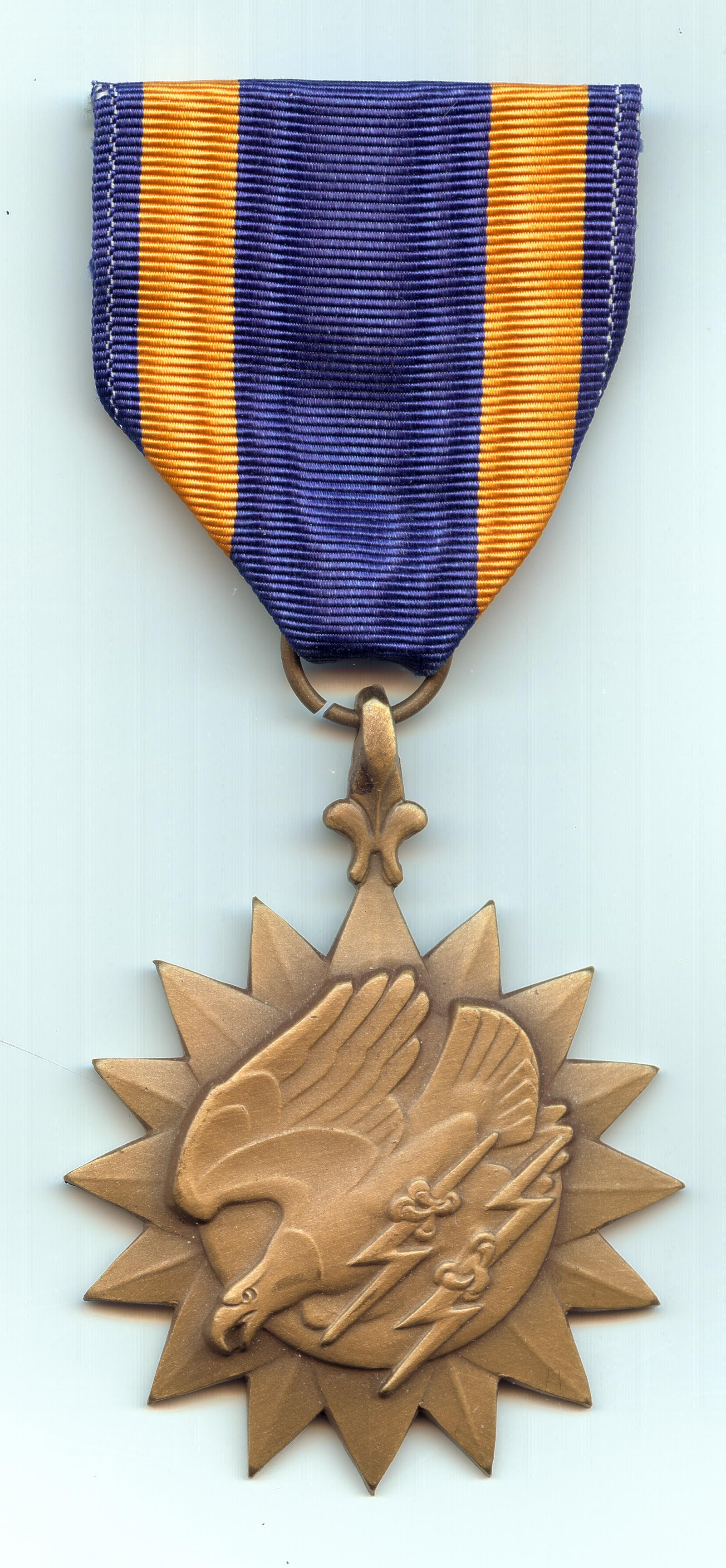
空軍のエア・メダル

エア・メダル（英:Air Medal）は、アメリカ軍の勲章。1942年5月11日、フランクリン・ルーズベルト大統領によって制定され（大統領令9158）、1939年9月8日に遡って授与された。

## 概要
戦功章の一つであり、戦時中に航空作戦において功績をあげたパイロットに対して授与される。授与基準は第二次世界大戦中は戦域によって異なっており、また何度か変更されている。ヨーロッパ戦線の爆撃機搭乗員は5回の出撃で受章した。下士官兵を受章対象とした戦域も存在した。海軍、海兵隊の場合リボンに受章回数を表す数字とアワードスター、Vデバイスが付属する。勲章序列ではメリトリアス・サービス・メダルの下位、空軍のエアリエル・アチーブメント・メダル、陸海軍及び海兵隊のコメンデーション・メダルの上位に位置する。複数回受章も可能で、第二次世界大戦中の受章者には3回以上受章している者も珍しくない。2回目の受章からは空軍の場合柏葉が付属していたが、敵との戦闘における功績が主な授与の対象である戦功章という特性上、複数回受章すると勲章が巨大になりすぎる、リボンで注釈不可能という難点があり、ベトナム戦争中の1968年9月から柏葉は廃止され、サービスリボンの中心部に装着する数字に変更された。

## 主な受章者
- ベン黒木
- バズ・オルドリン
- ジョージ・H・W・ブッシュ
- ヘンリー・アーノルド
- ジミー・ドゥリットル
- ジョージ・マレット
- ジーン・ロッデンベリー
- アンディ・ルーニー
- ロベルト・ローゼンタール
- ノーマン・シュワルツコフ
- アーサー・D・シモンズ
- ウィリアム・M・スティーガー
- ジェームズ・ステュアート
- バート・スティールズ
- ジェームズ・ストックデール
- ブルース・サンドラン
- チャールズ・スウィーニー
- ウィリアム・M・トンプソン
- ポール・ティベッツ
- パトリック・M・ウォルシュ
- ボビー・ウィルクス
- テッド・ウィリアムズ
- デルバート・ウォン
- チャック・イェーガー
- ハーバート・ゼムキー